# Ювковцы
Ювковцы (укр. Ювківці) — село в Белогорском районе Хмельницкой области Украины.
Население по переписи 2022 года составляло 52 человек. Почтовый индекс — 30217. Телефонный код — 3841. Занимает площадь 0,096 км². Код КОАТУУ — 6820384703.

## Местный совет
30217, Хмельницкая обл., Белогорский р-н, с. Корытное, ул. Центральная, 3